# 라인 동맹
라인 동맹(프랑스어: États confédérés du Rhin, 독일어: Rheinische Bundesstaaten, 영어: Confederation of the Rhine)은 프랑스의 속국으로 프로이센 및 러시아와 프랑스 사이의 완충 지대 역할을 수행할 목적으로 1806년 나폴레옹이 독일의 중소 영방 국가들을 부추겨서 결성한 동맹체제이지만, 시간이 흘러 오스트리아 제국과 프로이센 왕국, 헤센 다름슈타트 대공국을 제외한 모든 독일 영방국가가 가맹하였다. 라인 연방이라고도 불린다. 나폴레옹의 꼭두각시였으며, 1815년 빈 회의 체결 이후 해체되었다.

## 가맹국 목록
| 국기        | 국명                          | 가맹일           | 징발 병력                          | 비고                                                                       |
| 왕국 대우   | 왕국 대우                     | 왕국 대우        | 왕국 대우                          | 왕국 대우                                                                  |
| ----------- | ----------------------------- | ---------------- | ---------------------------------- | -------------------------------------------------------------------------- |
|             | 바덴 대공국                   | 1806년 7월 12일  | 8,000                              | 창립국. 변경백국에서 격상.                                                 |
|             | 바이에른 왕국                 | 1806년 7월 12일  | 30,000                             | 창립국. 선제후국에서 격상.                                                 |
|             | 베르크 대공국                 | 1806년 7월 12일  | 5,000                              | 창립국. 클레페스 공국을 흡수하여 대공국으로 격상.                          |
|             | 헤센다름슈타트 대공국         | 1806년 7월 12일  | 4,000                              | 창립국. 방백국에서 격상.                                                   |
|             | 레겐스부르크 후국             | 1806년 7월 12일  | 968 / 4,000                        | 창립국. 구 주교후국 겸 선제후국. 1810년 이후로는 프랑크푸르트 대공국이 됨. |
|             | 작센 왕국                     | 1806년 12월 11일 | 20,000                             | 선제후국에서 격상.                                                         |
|             | 베스트팔렌 왕국               | 1807년 11월 15일 | 25,000                             | 나폴레옹이 신설.                                                           |
|             | 뷔르템베르크 왕국             | 1806년 7월 12일  | 12,000                             | 창립국. 공국에서 격상.                                                     |
|             | 뷔르츠부르크 대공국           | 1806년 9월 23일  | 2,000                              | 나폴레옹이 신설.                                                           |
| 공후국 대우 |                               |                  |                                    |                                                                            |
|             | 안할트베른부르크 공국         | 1807년 4월 11일  | 700                                | 후국에서 격상.                                                             |
|             | 안할트데사우 공국             | 1807년 4월 11일  | 700                                | 후국에서 격상.                                                             |
|             | 안할트쾨텐 공국               | 1807년 4월 11일  | 700                                | 후국에서 격상.                                                             |
|             | 아렌베르크 공국               | 1806년 7월 12일  | 379 / 4,000                        | 창립국. 1810년 12월 13일 통폐합.                                           |
|             | 호엔촐레른헤힝겐 후국         | 1806년 7월 12일  | 4,000                              | 창립국.                                                                    |
|             | 호엔촐레른지크마링겐 후국     | 1806년 7월 12일  | 193 / 4,000                        | 창립국.                                                                    |
|             | 이젠부르크 후국               | 1806년 7월 12일  | 291 / 4,000                        | 창립국.                                                                    |
|             | 라이엔 후국                   | 1806년 7월 12일  | 29 / 4,000                         | 창립국. 백국에서 격상.                                                     |
|             | 리히텐슈타인 후국             | 1806년 7월 12일  | 4 / 4,000                          | 창립국.                                                                    |
|             | 리페데트몰트 후국             | 1807년 4월 11일  | 650                                |                                                                            |
|             | 메클렌부르크슈베린 공국       | 1808년 3월 22일  | 1,900                              |                                                                            |
|             | 메클렌부르크슈트렐리츠 공국   | 1808년 2월 18일  | 400                                |                                                                            |
|             | 나사우 공국                   | 1806년 7월 12일* | 1,680 / 4,000                      | 나사우우징겐 후국과 나사우바일부르크 후백국의 연합. 둘 다 창립국.          |
|             | 올덴부르크 공국               | 1808년 10월 14일 | 800                                | 1810년 12월 13일 프랑스 제국 직할령으로 합병.                              |
|             | 로이스에버스도르프 후국       | 1807년 4월 11일  | 400                                |                                                                            |
|             | 로이스그라이츠 후국           | 1807년 4월 11일  | 400                                |                                                                            |
|             | 로이스로벤슈타인 후국         | 1807년 4월 11일  | 400                                |                                                                            |
|             | 로이스슐라이츠 후국           | 1807년 4월 11일  | 400                                |                                                                            |
|             | 잘름 후국                     | 1806년 7월 25일  | 323 / 4,000                        | 창립국. 1810년 12월 13일 프랑스 제국 직할령으로 합병.                      |
|             | 작센코부르크잘펠트 공국       | 1806년 12월 15일 | 작센계 제공국 모두 합쳐 병력 2,000 | 작센계 제공국 모두 합쳐 병력 2,000                                         |
|             | 작센고타알텐부르크 공국       | 1806년 12월 15일 | 작센계 제공국 모두 합쳐 병력 2,000 | 작센계 제공국 모두 합쳐 병력 2,000                                         |
|             | 작센힐트부르크하우젠 공국     | 1806년 12월 15일 | 작센계 제공국 모두 합쳐 병력 2,000 | 작센계 제공국 모두 합쳐 병력 2,000                                         |
|             | 작센마이닝겐 공국             | 1806년 12월 15일 | 작센계 제공국 모두 합쳐 병력 2,000 | 작센계 제공국 모두 합쳐 병력 2,000                                         |
|             | 작센바이마르 공국             | 1806년 12월 15일 | 작센계 제공국 모두 합쳐 병력 2,000 | 작센계 제공국 모두 합쳐 병력 2,000                                         |
|             | 샤움부르크리페 후국           | 1807년 4월 11일  | 650                                |                                                                            |
|             | 슈바르츠부르크루돌슈타트 후국 | 1807년 4월 11일  | 650                                |                                                                            |
|             | 슈바르츠부르크존더샤우젠 후국 | 1807년 4월 11일  | 650                                |                                                                            |
|             | 발데크피르몬트 후국           | 1807년 4월 11일  | 400                                |                                                                            |

## 같이 보기
- 독일의 역사
- 프랑스의 식민지 목록
- 독일의 군주 목록
- 서독